# André Jubelin
Pour les articles homonymes, voir Jubelin.
André Jubelin, né le 28 juillet 1906 à Toulon, mort le 7 mai 1986 à Sanary-sur-Mer, était un amiral français, ancien Inspecteur général de la Marine, Grand-croix de la Légion d'honneur, titulaire de la Médaille de la Résistance et Français libre.

## Enfance, formation et début de carrière
André Jubelin naquit à Toulon en 1906 d’une famille de marins : son père, mort très jeune, était ingénieur-mécanicien et son grand-père maternel était amiral.
En 1925, il entre à l'École navale. Après un premier passage par l'Aéronavale où il obtient son brevet de pilote, il opte pour la spécialité la plus prestigieuse : officier-canonnier.
Directeur de tir du torpilleur Brestois, il se fait remarquer au cours des tirs de nuit (avant la mise au point de radars militaires, la nyctalopie de Jubelin constituait un atout remarquable par conditions nocturnes).

## Seconde Guerre mondiale
Surpris par l’armistice à Saigon où il était l'officier canonnier du croiseur Lamotte-Picquet, Jubelin décide de continuer la lutte. Pour ce faire, il s’évade de Saïgon le 4 novembre 1940 à bord d’un minuscule avion biplan d'aéro-club en compagnie de deux camarades, et traverse en dix heures de vol d’affilée le golfe du Siam pour atterrir en Malaisie. L'exploit parait si invraisemblable par ses caractéristiques (pour ravitailler l’avion en vol, les évadés doivent passer à travers un trou du plafond, ramper sur le fuselage d’un avion volant à pleine vitesse pour atteindre le réservoir situé sur l’aile) qu’il est d’abord pris pour un espion par les Anglais à Singapour. Il parvient finalement à embarquer sur un navire en direction de Londres à la mi-décembre, non sans avoir pris soin auparavant d’avoir fait emballer et réexpédier par politesse le biplan à l’aéroclub de Saïgon par le premier bateau, et il débarque le 4 février 1941 en Angleterre où il s'engage dans les Forces navales françaises libres (FNFL).
Désigné pour commander par intérim le cuirassé Courbet amarré et envasé à Portsmouth, utilisé comme dépôt par les FNFL car hors d’état de naviguer, il préside à son désarmement non sans essuyer de nombreuses attaques des raids aériens se dirigeant vers Londres, mais sans toutefois être jamais touché.
Nommé commandant en mai 1941 de la Première escadrille d’aéronavale française, qui en est encore à l’état conceptuel, il suit le cours de la Royal Air Force auquel il obtient des notes exceptionnelles, et tente de convaincre les états-majors anglais et français de former une escadrille de chasse (soit la plus petite unité aéronavale existante) exclusivement française.
Il suit donc le cours de pilote de chasse et reçoit l’honneur de porter les armes de la Fleet Air Arm à titre exceptionnel en juin 1941. Il est affecté au squadron 118 à la base RAF Ibsley (en) dans le Hampshire. Il conçoit alors le projet de voler jusqu’à Paris pour y larguer un drapeau français sur l’Arc de triomphe, mais l’idée est reprise par l’état-major de la RAF et exécutée avant lui par un pilote anglais.
Puis il est muté au squadron one du onzième groupe, prestigieuse escadrille de chasse de nuit, où il se trouve être le seul pilote français et le plus âgé. Il y restera jusqu’en août 1942, cumulant au total 72 missions et 4 victoires officielles.
Il participera à l'infructueuse tentative britannique de bloquer l'opération Cerberus (la ruée sur la Manche des grands navires de surface basés à Brest).
En août 1942, il prend le commandement de l’aviso Savorgnan-de-Brazza, qui le mène à patrouiller dans l’océan Indien, et qui cumulera sous son commandement 27 escortes de convois, et ajoutera à son tableau de chasse 2 quadrimoteurs allemands Focke-Wulf Fw 200, un sous-marin allemand et un japonais.
Affecté en 1944 au Cabinet du Ministre de la Marine Louis Jacquinot, il s'y fait l'apôtre de l'unité de la Marine. Il assistera notamment à la prise de Rome aux côtés de l’amiral Lemonnier, et sera chargé de pénétrer dans les ports du Nord en liaison avec la 1re armée canadienne pour y instaurer une autorité maritime.
Ses mémoires de guerre, publiés sous le titre Marin de métier...pilote de fortune sont empreintes d'une solide dose d'humour et d'autodérision et constituent un témoignage humain intéressant sur une facette souvent méconnue de l'action des Français Libres.
En avril 1945, le capitaine de frégate Jubelin prend le commandement du contre-torpilleur le Triomphant, premier bâtiment de guerre français à accoster à Saigon le 3 octobre 1945. Après des opérations sur les côtes d'Annam, il est en pointe du débarquement à Haiphong le 3 mars 1946. Deux heures durant, le Triomphant essuie le feu à bout portant des Chinois avant de recevoir enfin l'autorisation de riposter, réglant alors rapidement l’affaire.

## Carrière militaire
En 1948, le capitaine de vaisseau Jubelin commande le porte-avions Arromanches.
En 1953, promu contre-amiral, il sert comme attaché naval à Washington.

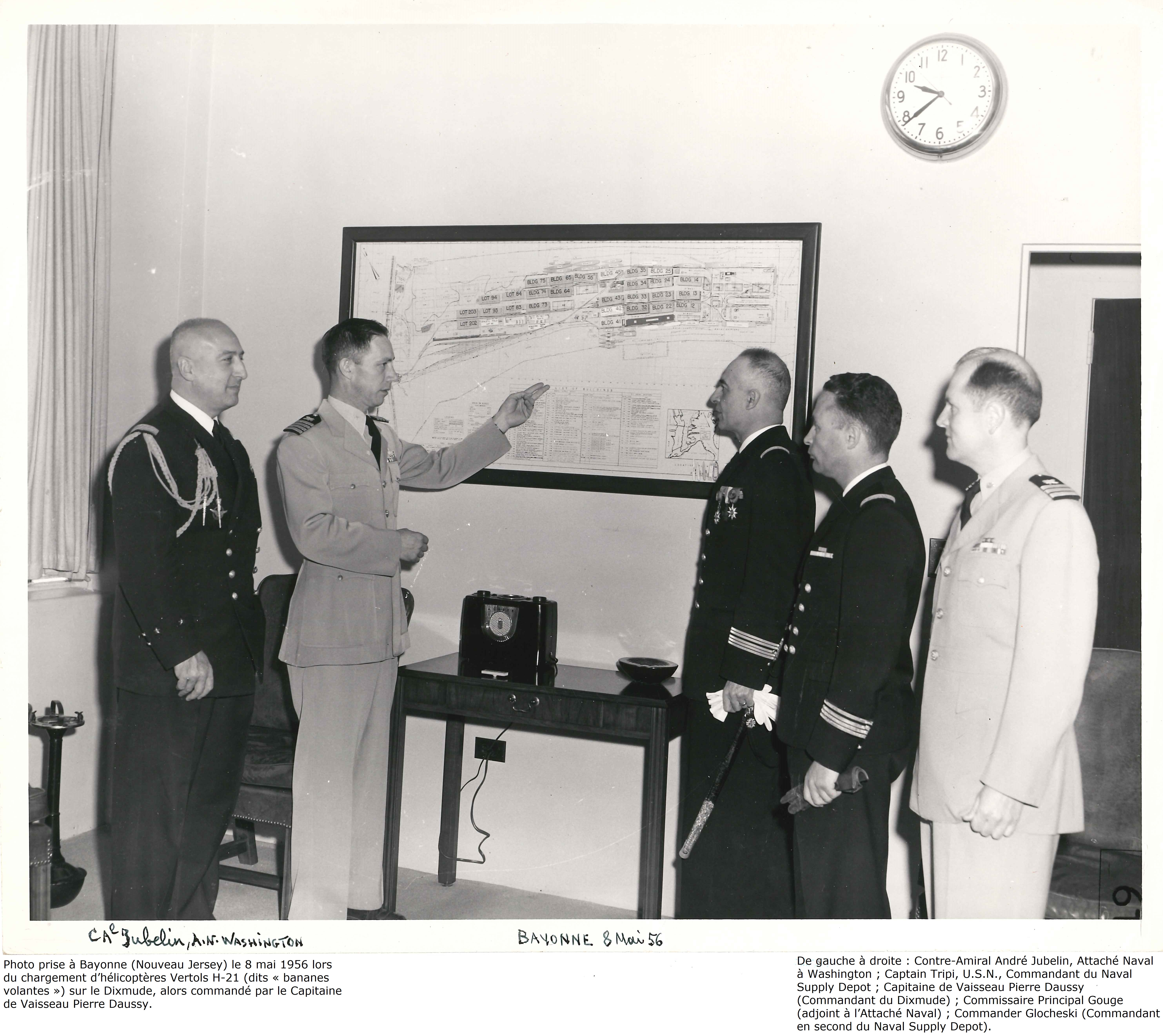
Photo prise à Bayonne (NJ) le 8 mai 1956 lors du chargement d’hélicoptères Vertols H-21 (dits « bananes volantes ») sur le transporteur d'avions Dixmude.

Il commande par la suite l'Aviation navale en Méditerranée, puis devient préfet maritime de Brest.
En 1961, le vice-amiral d'escadre Jubelin prend le commandement de l'escadre de la Méditerranée.
Élevé au grade d'amiral en août 1963, il terminera sa carrière en 1967 comme inspecteur général de la marine.

## Autres activités
Dès 1954, l’amiral Jubelin devient l’un des premiers pilotes d’hélicoptères français en obtenant son brevet de pilote aux États-Unis auprès de Sikorsky, l’un des développeurs des premiers hélicoptères. Il prendra par la suite l’habitude d’effectuer ses inspections en tant que chef de l’escadre en l’utilisant comme moyen de transport. Sa passion pour ces engins fournira le thème de l’un de ses ouvrages, Pilote d’hélicoptères.
En 1967, fraîchement retraité, il suit le cours de pilote de ligne et obtient le brevet, lui permettant  de travailler par la suite comme expert aéronaval pour des compagnies d’assurances.
Il fera également partie du conseil d’administration de Dassault Aviation, et tiendra des chroniques régulières dans le Provençal et Le Télégramme de Brest jusqu'à sa mort en 1986.

## Décorations
- Grand-croix de la Légion d'honneur
- Commandeur de l'ordre du Mérite maritime (1959)[3]

- Médaille de la Résistance française

## Ouvrages
- Contre-amiral André Jubelin, Marin de métier, pilote de fortune, Editions France-Empire, 1952, 431 p.
- Contre-amiral André Jubelin, Pilote d'hélicoptères, Editions France-Empire, 1957, 335 p.
- Contre-amiral André Jubelin, Le Ciel sur la tête ou le Spectre de Pleumeur-Bodou, Editions France-Empire, 1965, 317 p.
- Amiral André Jubelin, J'étais aviateur de la France libre, Hachette Bibliothèque verte, 1966, 254 p.
- Amiral André Jubelin, Missions en hélicoptère, Hachette Bibliothèque verte, 1966, 250 p.
- Richard Hillary, Le dernier ennemi, (Avant-propos de l'amiral Jubelin), 1953, France-Empire, Paris